# 에릭 스톨
에릭 크레이그 스톨(영어: Eric Craig Staal, 1984년 10월 29일~)은 캐나다의 아이스하키 선수로 포지션은 센터이다. 내셔널 하키 리그(NHL)의 캐롤라이나 허리케인스에서 대부분의 경력을 보냈으며, 뉴욕 레인저스, 미네소타 와일드, 버펄로 세이버스, 카나디앵 드 몽레알에서 뛰었다.
그의 등번호 12번은 캐롤라이나 허리케인스의 영구 결번으로 지정되었다.

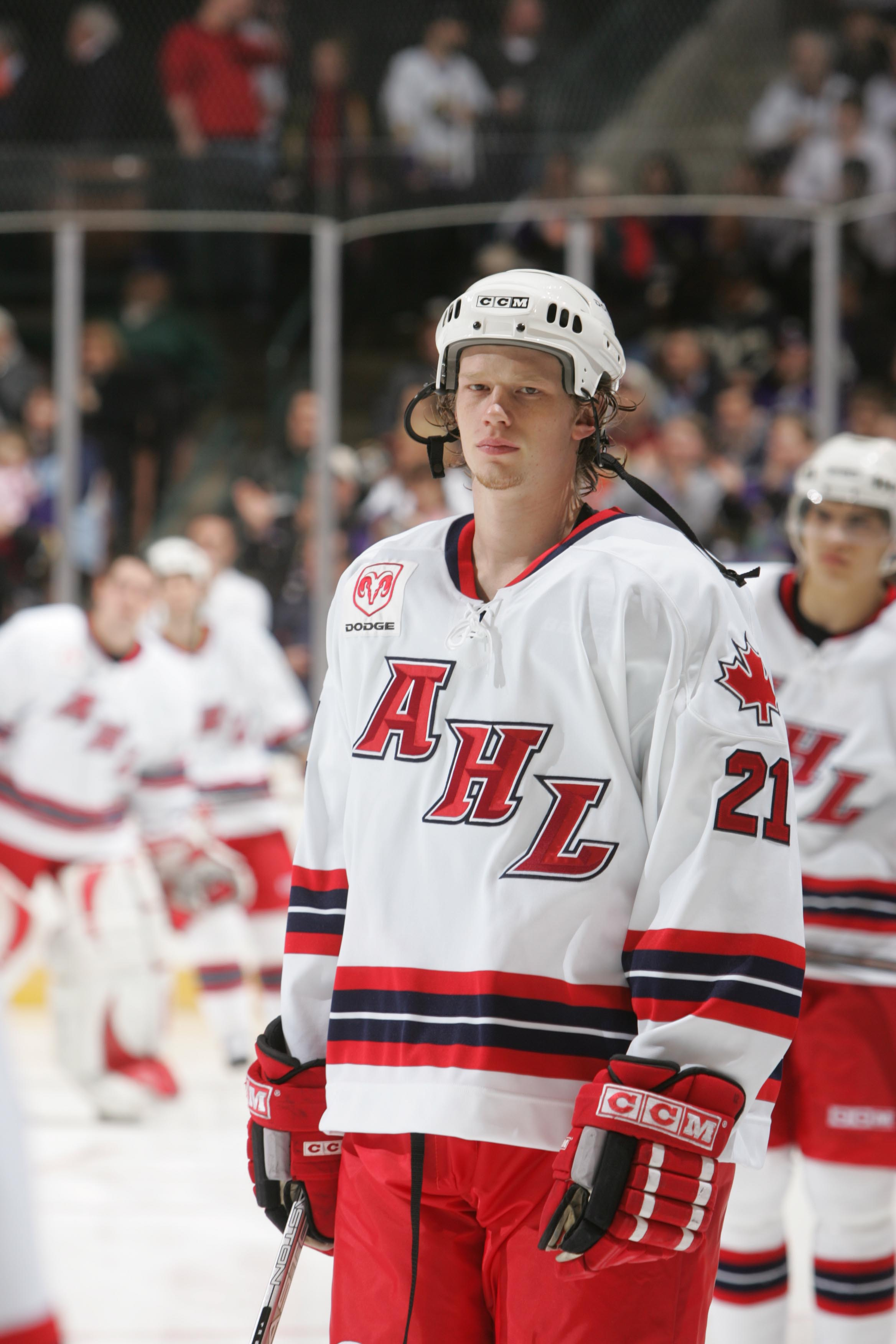
2005년 4월 로웰 데블스 소속 당시의 스톨

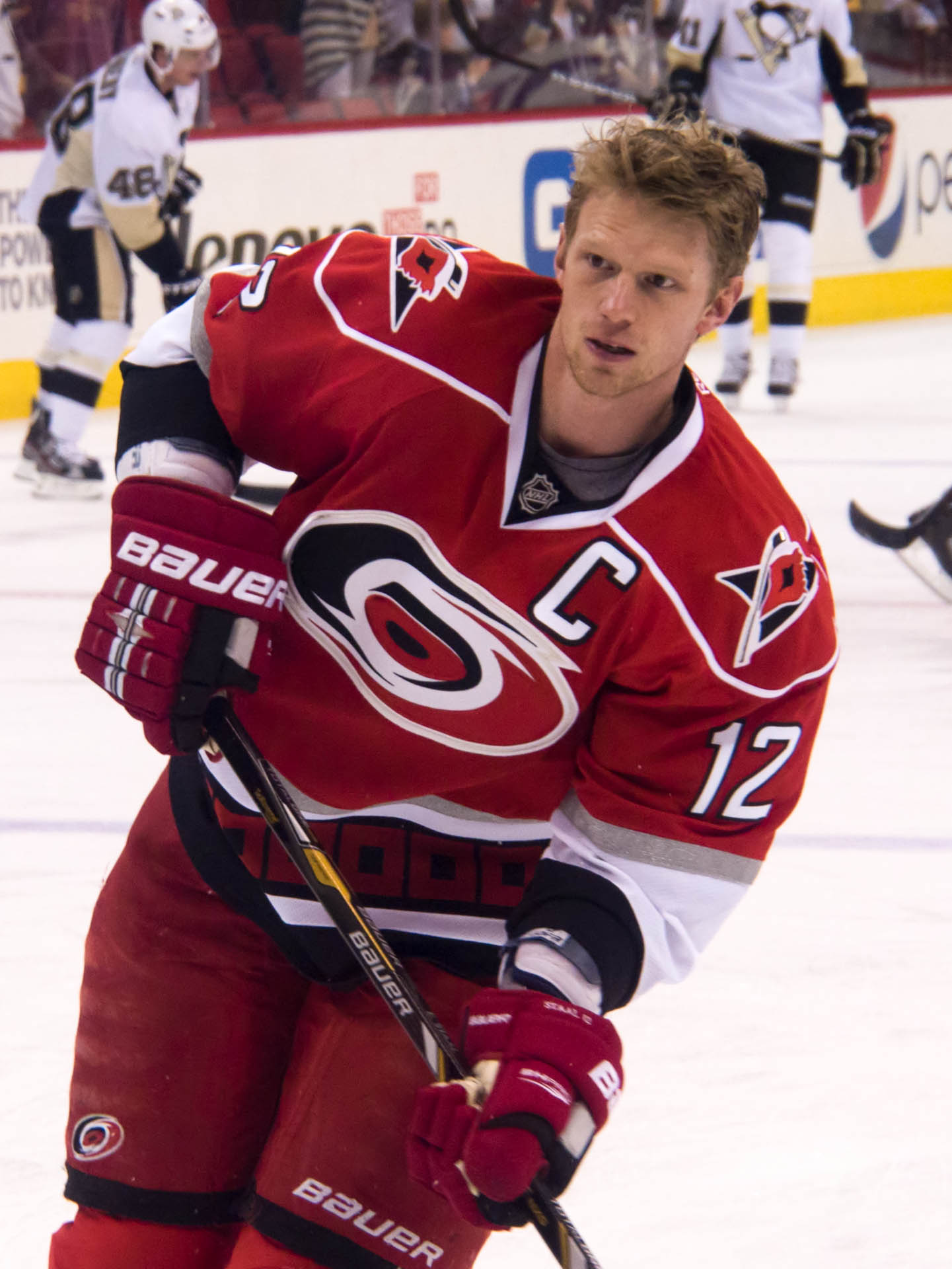
2013년 4월 캐롤라이나 허리케인스와 피츠버그 펭귄스 경기 당시의 스톨

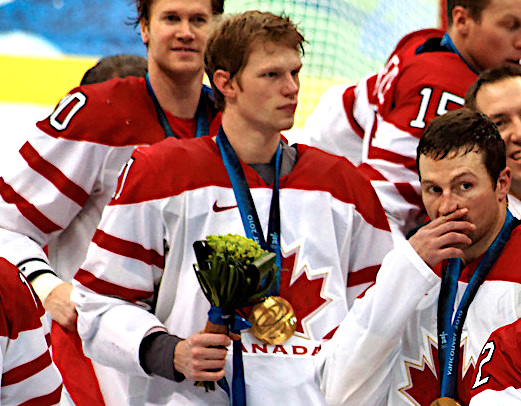
2010년 동계 올림픽 시상식 당시의 스톨